# Kasteel Schaesberg

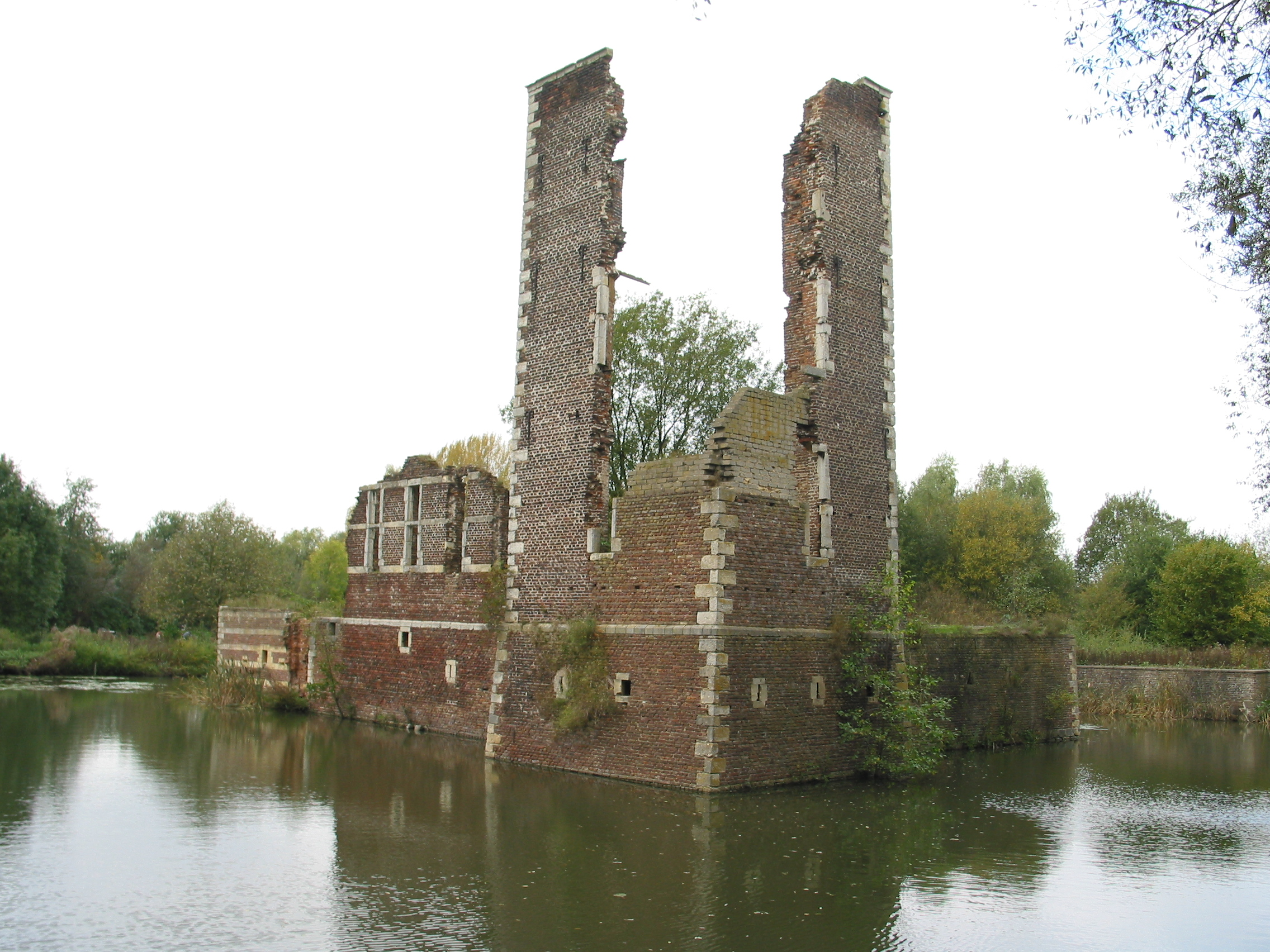
De ruïne van Kasteel Schaesberg tegenwoordig

Kasteel Schaesberg ligt tussen de kern Schaesberg van de gemeente Landgraaf en Heerlen in Nederlands-Limburg. Van het kasteel van de heren van Schaesberg resteert slechts de ruïne van het hoofdgebouw. Vanaf 2012 wordt het kasteel in fasen herbouwd.

## Geschiedenis

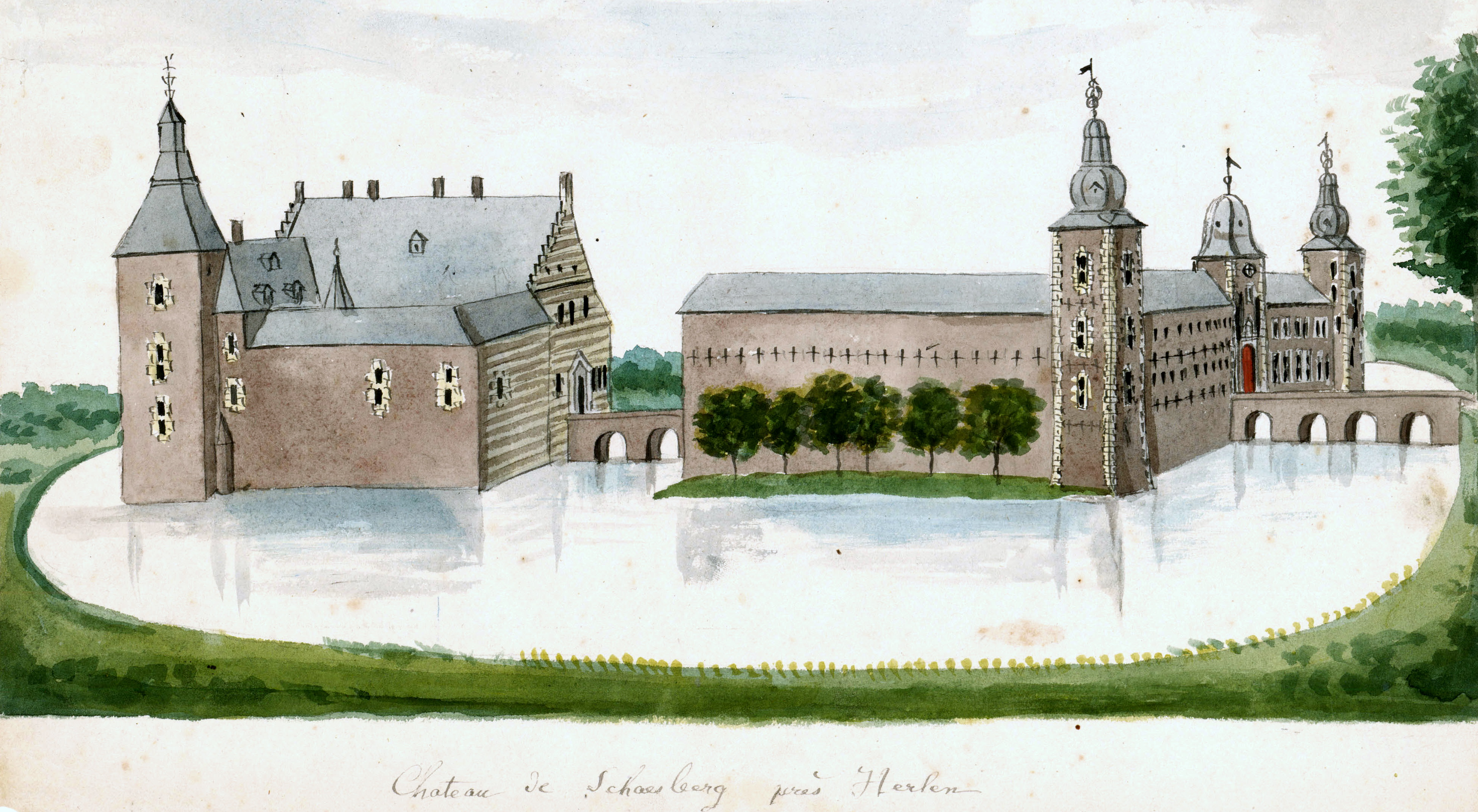
Kasteel Schaesberg getekend door Philippe van Gulpen omstreeks 1840

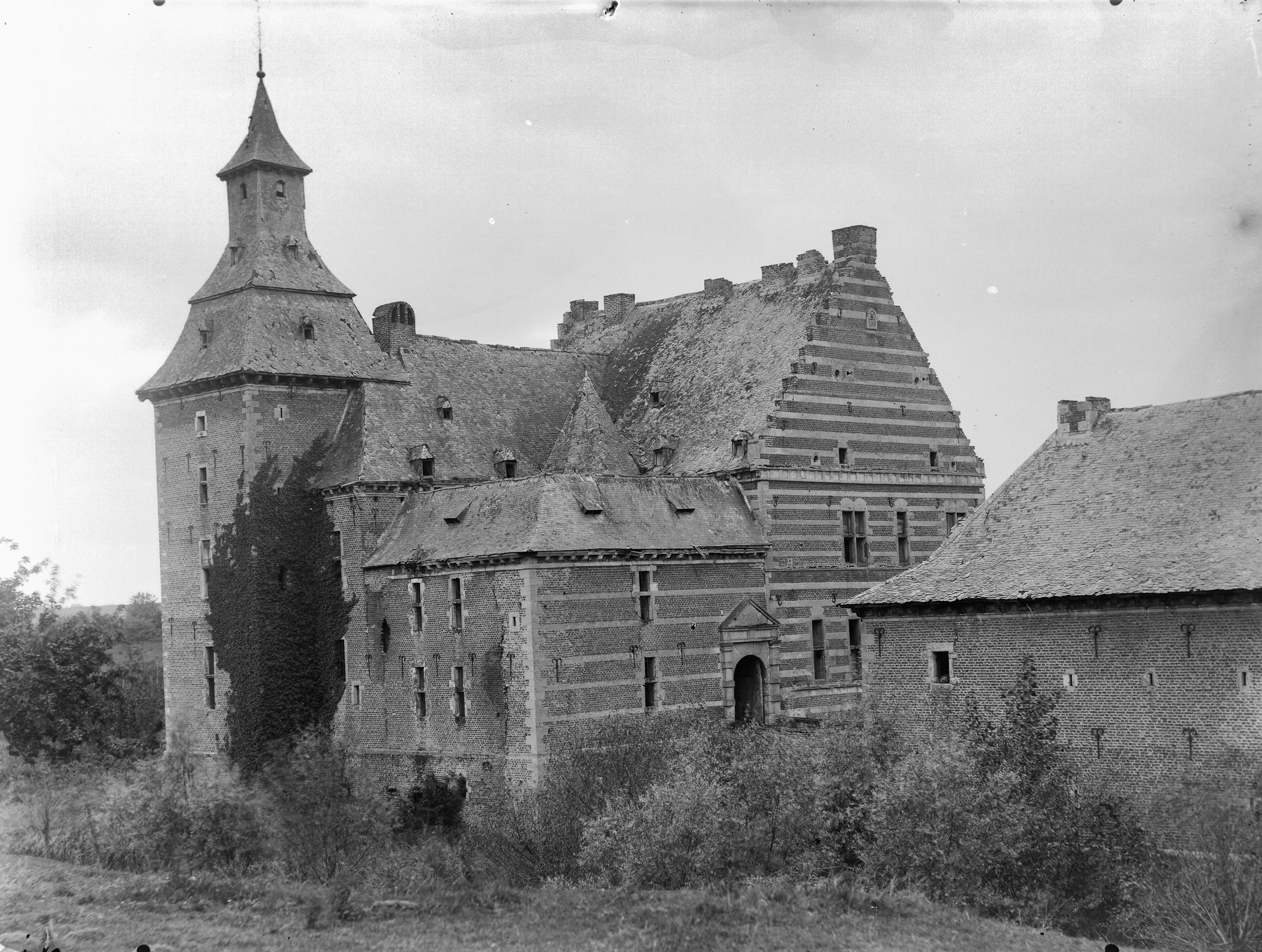
Het kasteel in 1888

De waterburcht ontstond in zijn laatst intacte vorm in de 16e en 17e eeuw in de stijl van de Maaslandse renaissance. Het was een van de beste en omvangrijkste voorbeelden van deze in het Maasland zo wijdverbreide architectuurstijl in het huidige Nederlands-Limburg. De heren en later rijksgraven van Schaesberg bewoonden het kasteel tot in de 18e eeuw. Na de Franse tijd raakte het kasteel geleidelijk meer en meer in verval. In 1965 was er een brandje in de voorburcht met zijn hoektorens en poortgebouw. Veel vandalisme, geen onderhoud en het alsmaar uitblijven van restauratie resulteerde in de sloop van de voorburcht in 1968. Dit ondanks de gemeentelijke verplichting tot herstel. Het kasteel was in 1945 al door de Nederlandse staat als Duitse bezitting geconfisqueerd (de familie von Schaesberg woonde in Duitsland). Vanaf 1975 werden de overgebleven ruïnes van het kasteel geconsolideerd.
In 2005 waren binnen de kasteelgrachten de twee eilanden van het herenhuis en de voorburcht nog aanwezig. De fundamenten van de voorburcht zijn bij de consolidatie enigszins opgemetseld, waardoor men een indruk van de omvang van de voorburcht krijgt. Van het hoofdgebouw staan nog twee hoeken van de hoektoren uit de 17e eeuw en enkele muren van de vleugels overeind. Duidelijk waarneembaar zijn de natuurstenen vensteromlijstingen, dakrand en hoekblokken, die onder meer ook bij kasteel Passarts-Nieuwenhagen en Kasteel Hoensbroek te zien zijn. Een deel van de fundamenten vertoont nog de typische speklagen, dat wil zeggen afwisseling van lagen baksteen en natuursteen, die kenmerkend is voor de Maaslandse renaissance. Kasteel De Bongard in Simpelveld bijvoorbeeld is volledig in deze speklagen opgetrokken.
In de omgeving van de ruïne zijn verschillende door de graven van Schaesberg bekostigde bouwwerken terug te vinden, die qua stijl duidelijk bij die van het eigenlijke kasteel aansluiten. Twee kapellen in Leenhof (Leenderkapel op de Leenderberg) en Sint-Barbarakapel, de hoeves Kakert en Leenhof en de parochiekerk van Schaesberg werden in de 17e eeuw door Johan Frederik van Schaesberg gebouwd.
Aan de oostzijde van de kasteelruïne zijn de resten gevonden van de Romeinse villa Landgraaf-Schaesberg.

## De heren van Schaesberg als rijksgraaf
Op 9 september 1706 werden de heren van Schaesberg verheven tot rijksgraven. In 1710 schonk de keurvorst van de Palts zijn minister graaf Schaesberg de voormalige Brabantse heerlijkheden Kerpen en Lommersum. Op 11 februari 1712 verhief keizer Karel VI de verenigde heerlijkheden Kerpen en Lommersum tot rijksgraafschap. Daardoor verwierven de graven van Schaesberg een zetel op de Westfaalse gravenbank van de Rijksdag. Sigismund Theodoor stierf in 1733 kinderloos, hij was de laatste van Schaesberg die op het kasteel woonde. De bezittingen gingen over in de erfgenamen die op Kasteel Krieckenbeck bij Venlo woonden. Bij het verdrag van Fontainebleau (1785) ging Schaesberg over in de Republiek der Zeven Verenigde Nederlanden.
In 1795 werd het resterende deel van rijksgraafschap door Frankrijk bezet en ingelijfd. In paragraaf 24 van de Reichsdeputationshauptschluss van 25 februari 1803 worden de graven voor het verlies van Kerpen-Lommersum schadeloos gesteld door het Ambt Tannheim (met uitzondering van Winterrieden), dat dan toe behoorde tot het gebied van de abdij Ochsenhausen. Lang hebben de graven geen plezier gehad van hun nieuwe rijksgraafschap Schaesberg-Tannheim, want in 1806 werd het ingelijfd bij het koninkrijk Württemberg.

## Herbouw van Slot Schaesberg

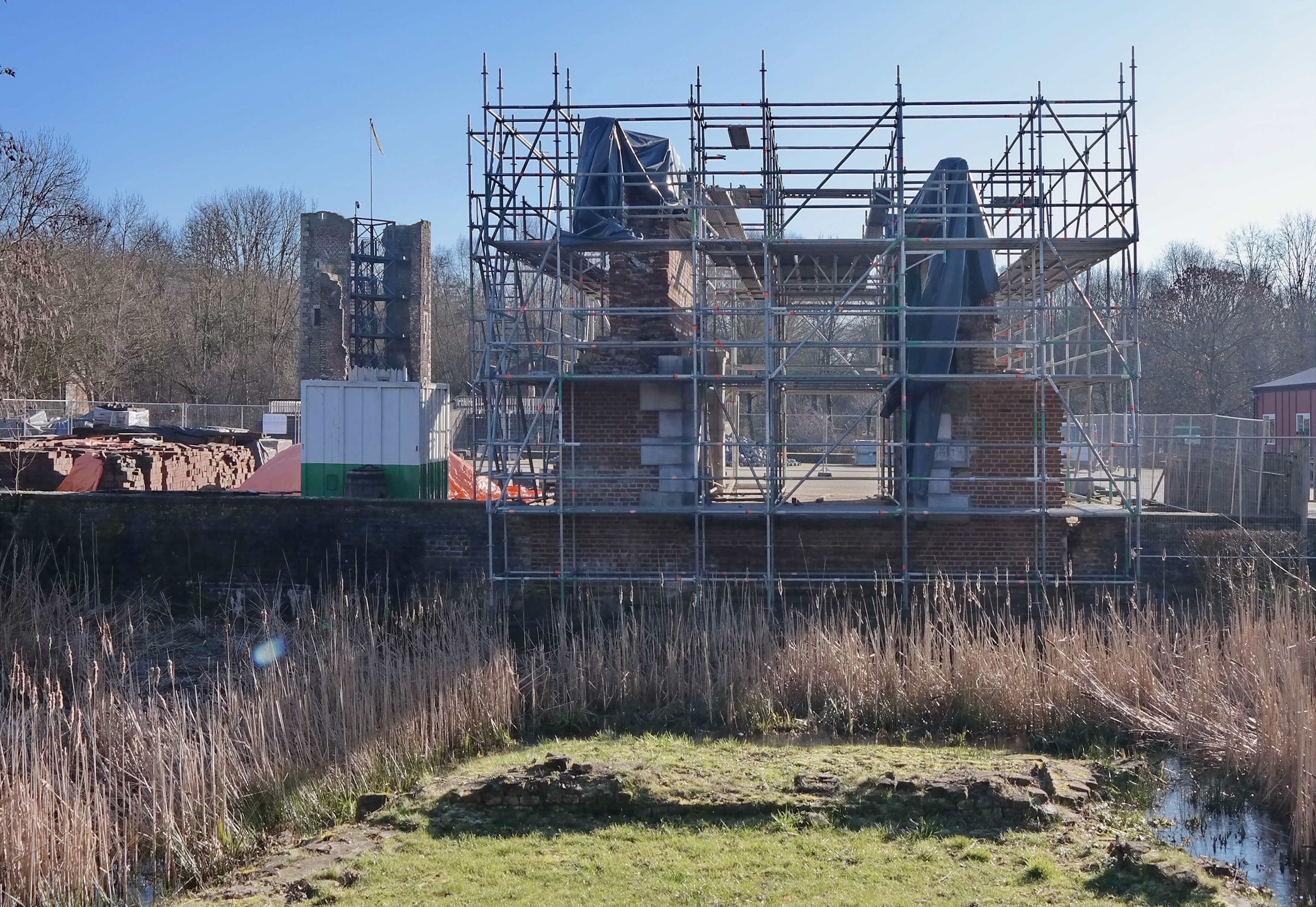
De kasteelruïne in de steigers (2025)

In 2012 is er gestart met de herbouw en de primaire doelstelling is het kasteel en de bijbehorende hoeve op ambachtelijk en wetenschappelijk verantwoorde wijze te herbouwen. Ook het landschap en de ontwikkeling van de infrastructuur rondom het kasteel worden in de planvorming meegenomen. Kunsthistorisch is de herbouw van het kasteel van waarde omdat het een van de weinige Maaslandse Renaissance bouwwerken van deze aard in Nederland was.
Naast deze doelstellingen vormen het aanbieden van ambachtelijke scholing en educatie eveneens een belangrijk aspect. Het herbouwproject zal jonge vaklieden, studenten en vrijwilligers de gelegenheid gaan bieden om zich te bekwamen in veel vakgebieden.
Het steen voor steen herbouwen van het kasteel en de hoeve heeft ook een grote cultuurhistorische en economische waarde doordat de boeiende geschiedenis van het kasteel, de regio en haar bewoners in al zijn facetten aan een breed publiek onder de aandacht gebracht worden.

### Ambachtelijke kennis ontwikkelen
Door het kasteel op ambachtelijke manier te herbouwen wordt waardevolle kennis ontwikkeld. Kennis die in de toekomst ingezet kan worden voor het behoud van de vele monumenten die Nederland telt. Voor de herbouw zijn veel oude ambachten nodig: metselaars, steenhouwers, leidekkers, timmerlieden, smeden, meubelmakers, beeld- en ornamentsnijders, koperslagers, schilders, etc.

### Historische bouwmaterialen
Het reproduceren van de juiste bouwmaterialen zal veel tijd en energie vergen. Voor de muren zijn duizenden bakstenen nodig, grote hoeveelheden kalkmortel, leien voor de daken en torenspitsen, eiken balken voor de vloeren, kapconstructies en deuren en kozijnen. Ook is er veel smeedwerk nodig, zoals hang- en sluitwerk, spijkers, nagels en muurankers om alles te verbinden.
De komende jaren worden de plannen voor de herbouw verder uitgewerkt. De eerste stappen zijn het weer toegankelijk maken van het terrein en de restanten, waarna er een begin gemaakt kan worden met het opruimen van puin.
Naast de Gemeente Landgraaf participeren onder andere de Provincie Limburg, Parkstad Limburg, Oudheidkundig en Cultuurhistorisch Genootschap Landgraaf en BOEi in het project.
In 2023 heeft de stichting Landgoed Slot Schaesberg opgehouden te bestaan. De gemeente heeft het kasteel terug in eigendom genomen in afwachting van een nieuwe exploitant. Rondleidingen zijn nog altijd mogelijk.

Impressies van het kasteel en omgeving
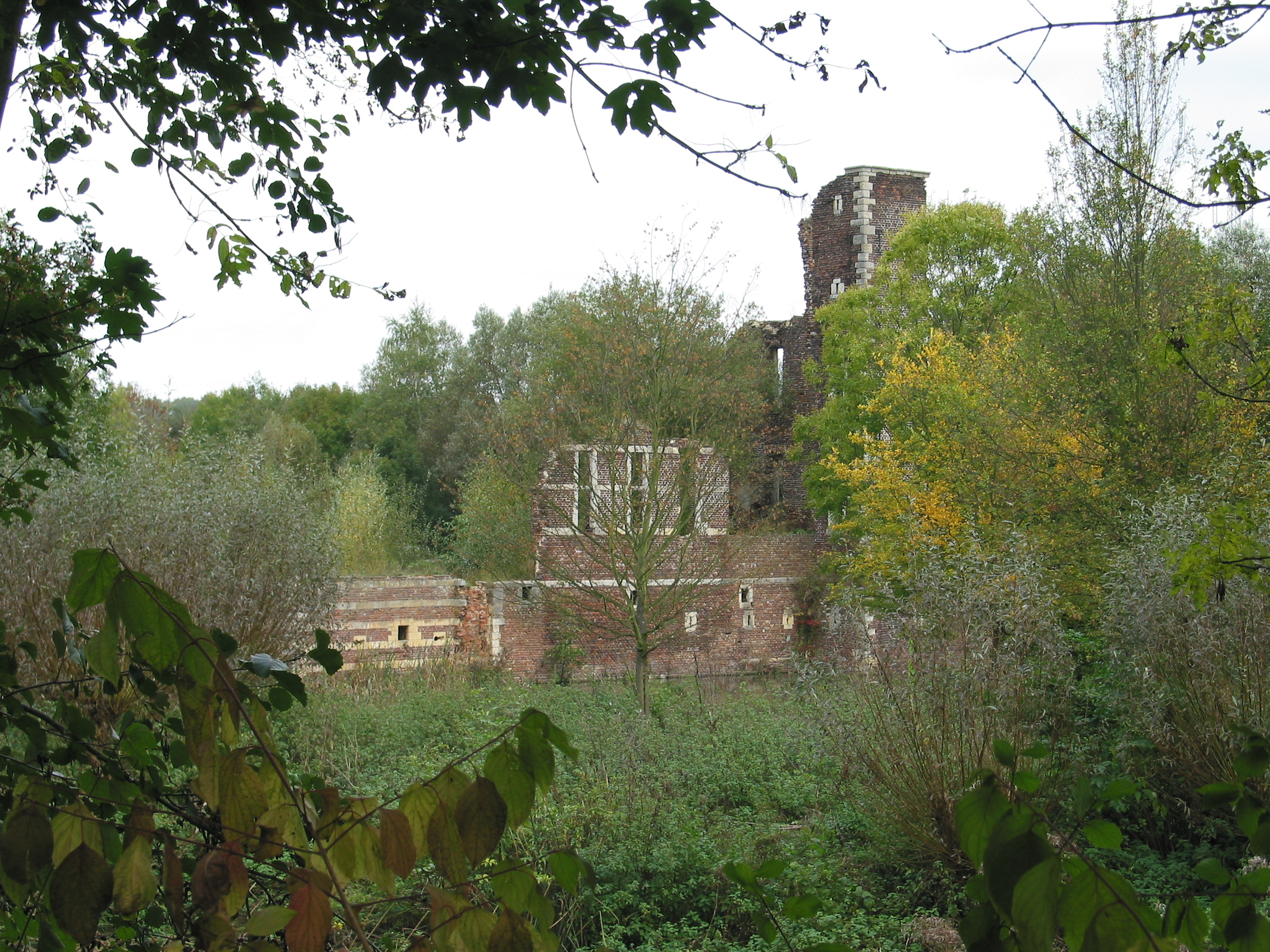
Ruïne Kasteel Schaesberg
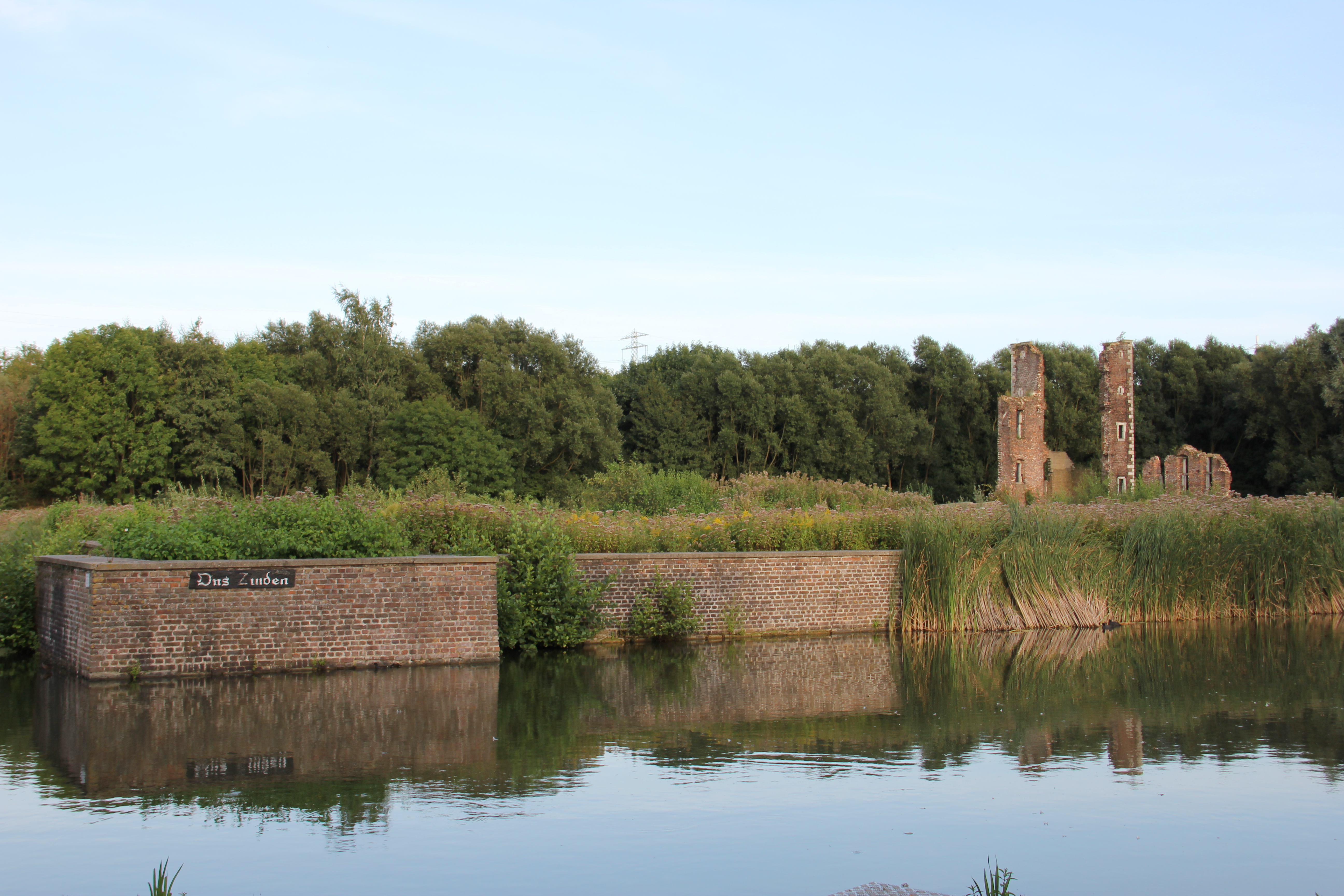
Slotgracht
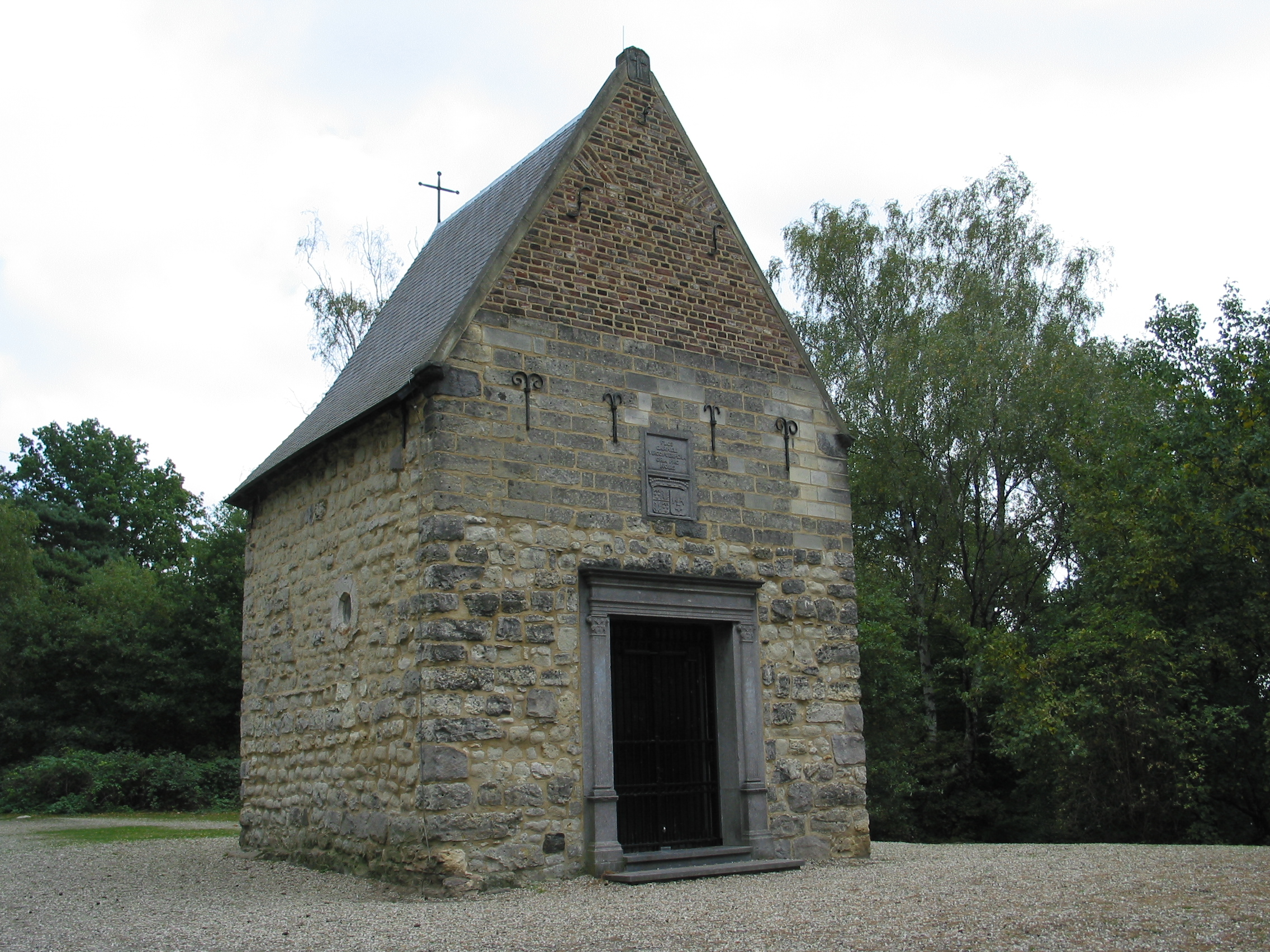
Leenderkapel
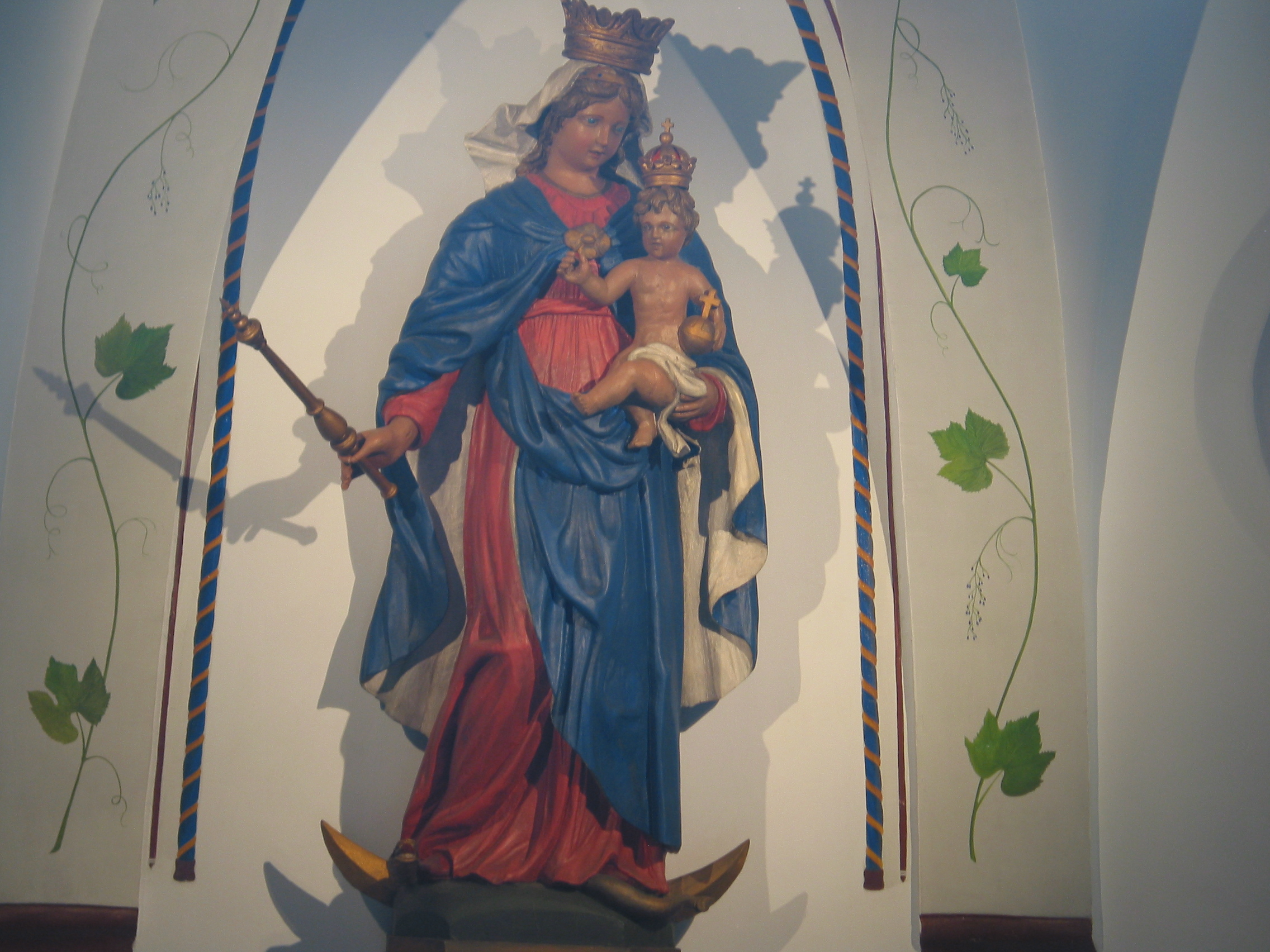
Mariabeeld in de Leenderkapel
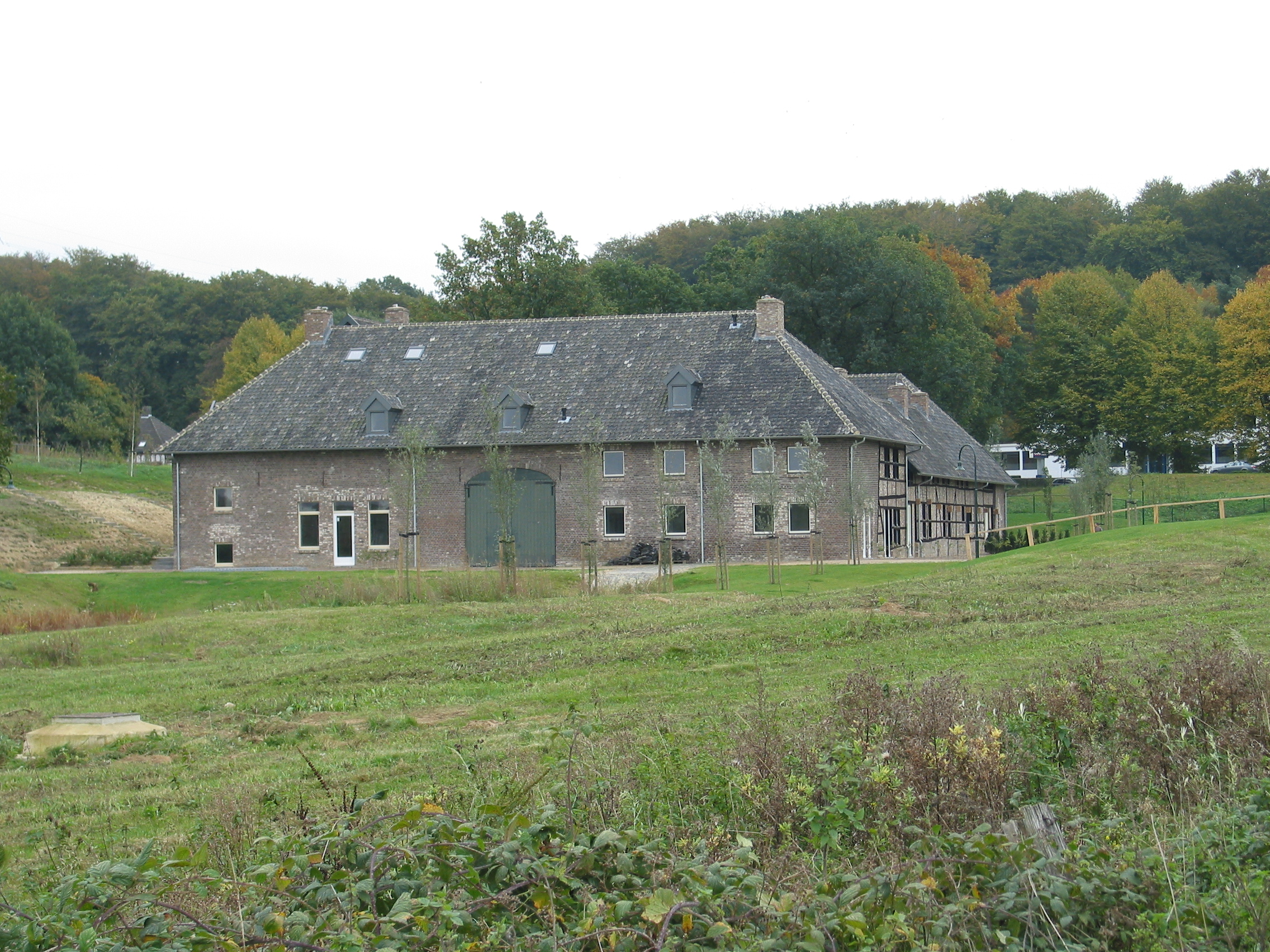
De hoeve Leenhof
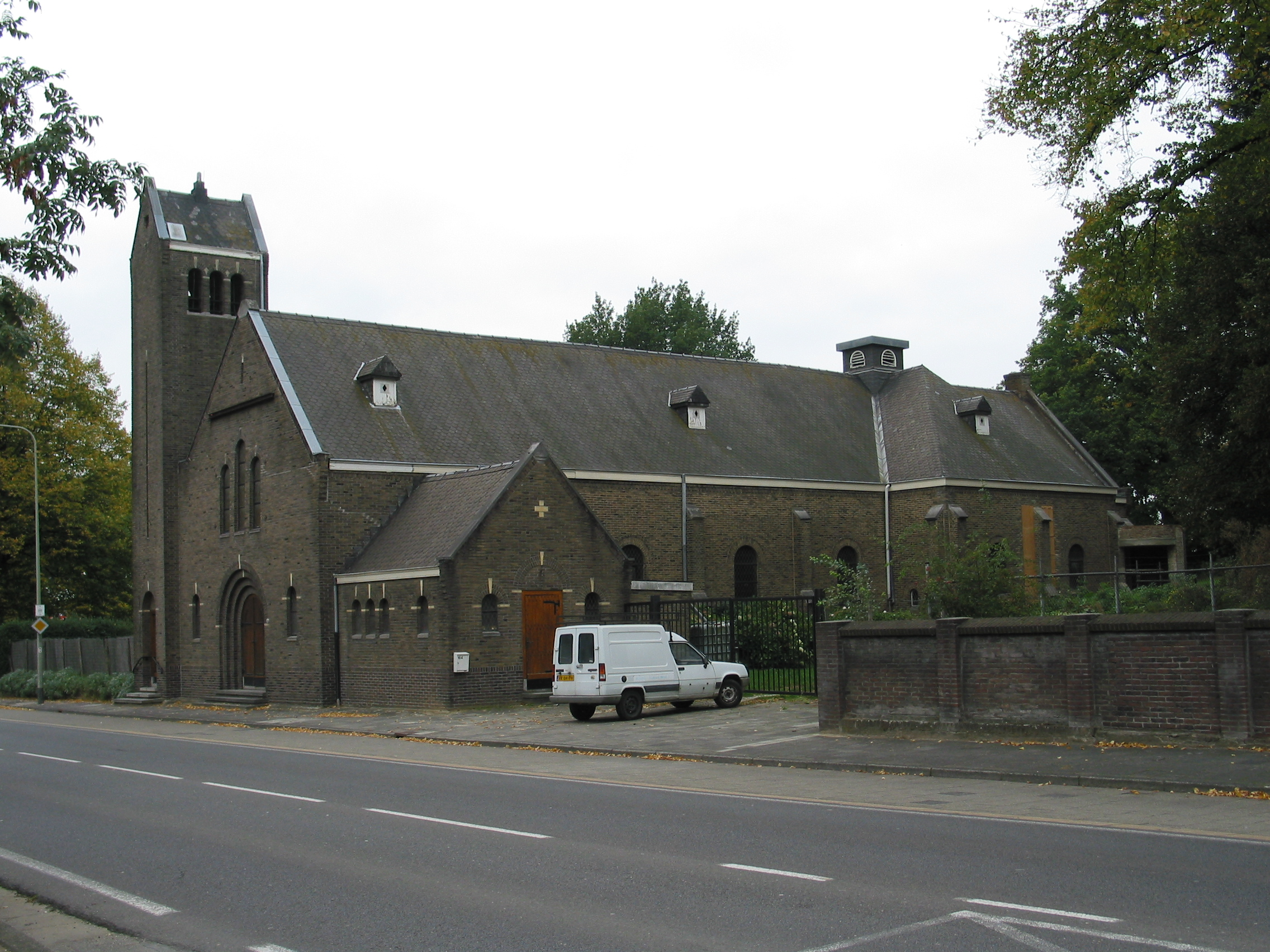
De kerk van Leenhof